# Kepler-62d
Kepler-62d (також відома під позначенням Kepler Object of Interest KOI-701.01) — є третьою внутрішньою та найбільшою екзопланетою, виявленою на орбіті зірки Kepler-62, розмір якої приблизно вдвічі перевищує діаметр Землі. Було знайдено за допомогою транзитного методу, в якому вимірюється затемнення, яке викликає планета, коли вона перетинає свою зірку. Її зоряний потік у 15 ± 2 рази перевищує земний. Завдяки своїй ближчій орбіті до своєї зірки, це супер-Венера або, якщо вона має летючий склад, гарячий Нептун, з орієнтовною рівноважною температурою 510 К (237 °C; 458 °F), занадто гарячою, щоб підтримувати життя на своїй поверхні.